# Pierre sonnante de saint Gildas
 (juillet 2023).
La pierre sonnante de saint Gildas est une grosse pierre posée sur un socle dans l'ermitage Saint-Gildas à Bieuzy-les-Eaux dans le Morbihan, en Bretagne.

## La pierre sonnante
La pierre sonnante se trouve dans la chapelle Saint-Gildas, construite au bord de la rivière du Blavet. C’est ici qu’au VIe siècle, Saint Gildas, moine évangélisateur aurait vécu en ermite avec son disciple Bieuzy. Le site étant à l’origine une grotte, on trouve aujourd’hui une chapelle troglodyte.
C’est dans ce contexte particulier et propice aux légendes que la pierre est entreposée. Elle réside sur un socle de granit et émet un son comparable à celui d’une cloche lorsqu’on la frappe avec une autre pierre. On ne sait aujourd’hui rien sur l’origine de cette pierre (les pierres sonnantes étant généralement des phonolites, d'origine volcanique), pourquoi et comment elle est arrivée là, ni à quelle moment elle devint un objet de curiosité.
La légende veut que la pierre sonnante ait été découverte par Saint Gildas dans la Chaussée des Géants au nord de l'Irlande. Il se serait servi de la pierre pour construire son embarcation jusqu'à ce qu'il s’aperçoive qu'elle sonnait. Il en aurait alors fait une cloche.
Elle est complétée par une autre pierre plus petite, qui sert à la frapper afin de produire son son métallique caractéristique. Cela en fait un idiophone, c'est-à-dire un instrument de la famille des percussions dont le son est produit par le matériau de l’instrument lui-même lors d'un impact. La pierre est inscrite aux Monuments Historiques comme instrument de musique depuis 1981.
Les pratiques autour de cette pierre font l’objet d’une inscription à l’Inventaire du patrimoine culturel immatériel en France.
La pierre sonnante a été inscrite comme instrument de musique le 12 mai 1981. Depuis, elle fait l'objet de mesures de sauvegarde aux Monuments Historiques.

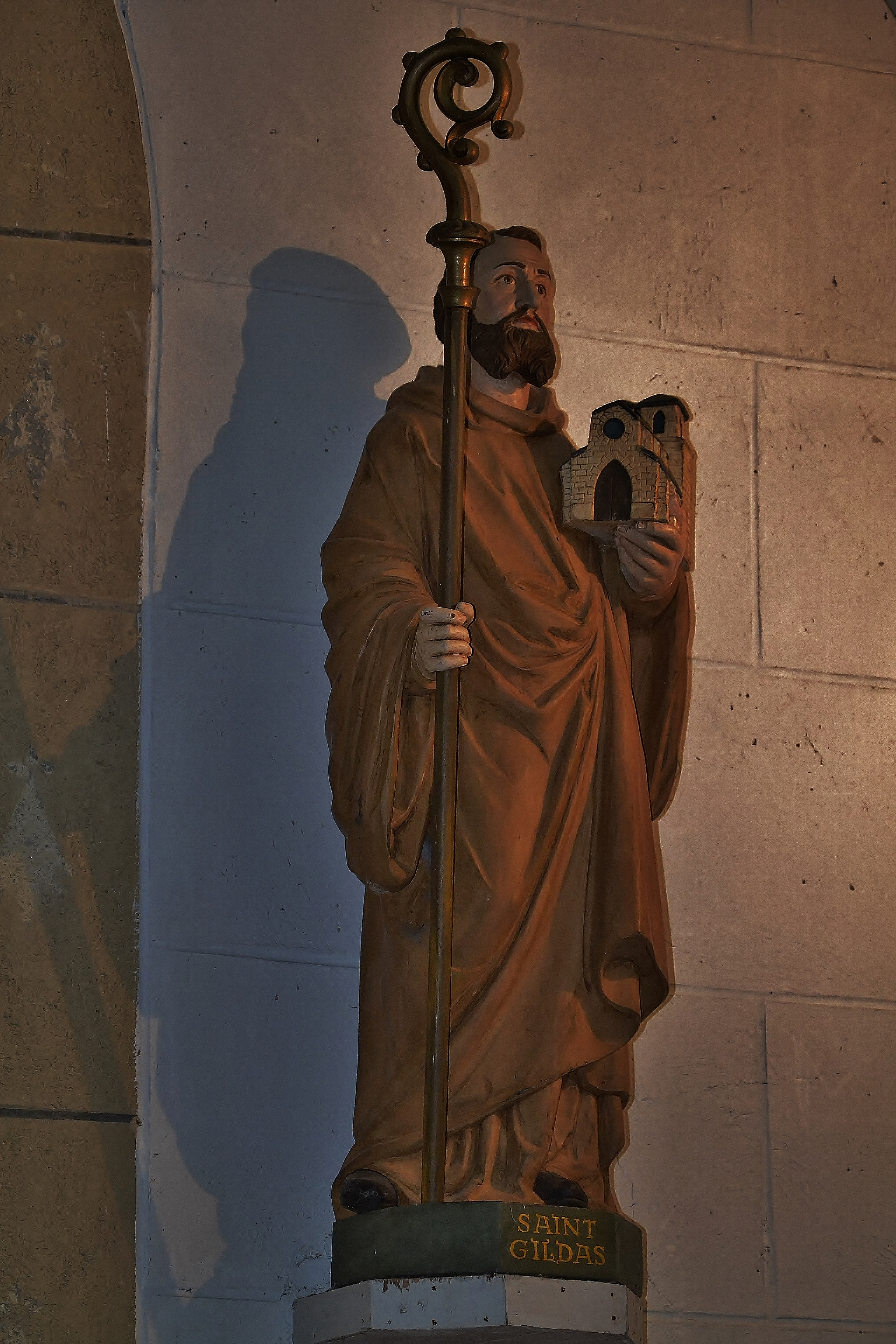
Statue de Saint Gildas à l'intérieur de la chapelle Saint-Gildas de Bieuzy.
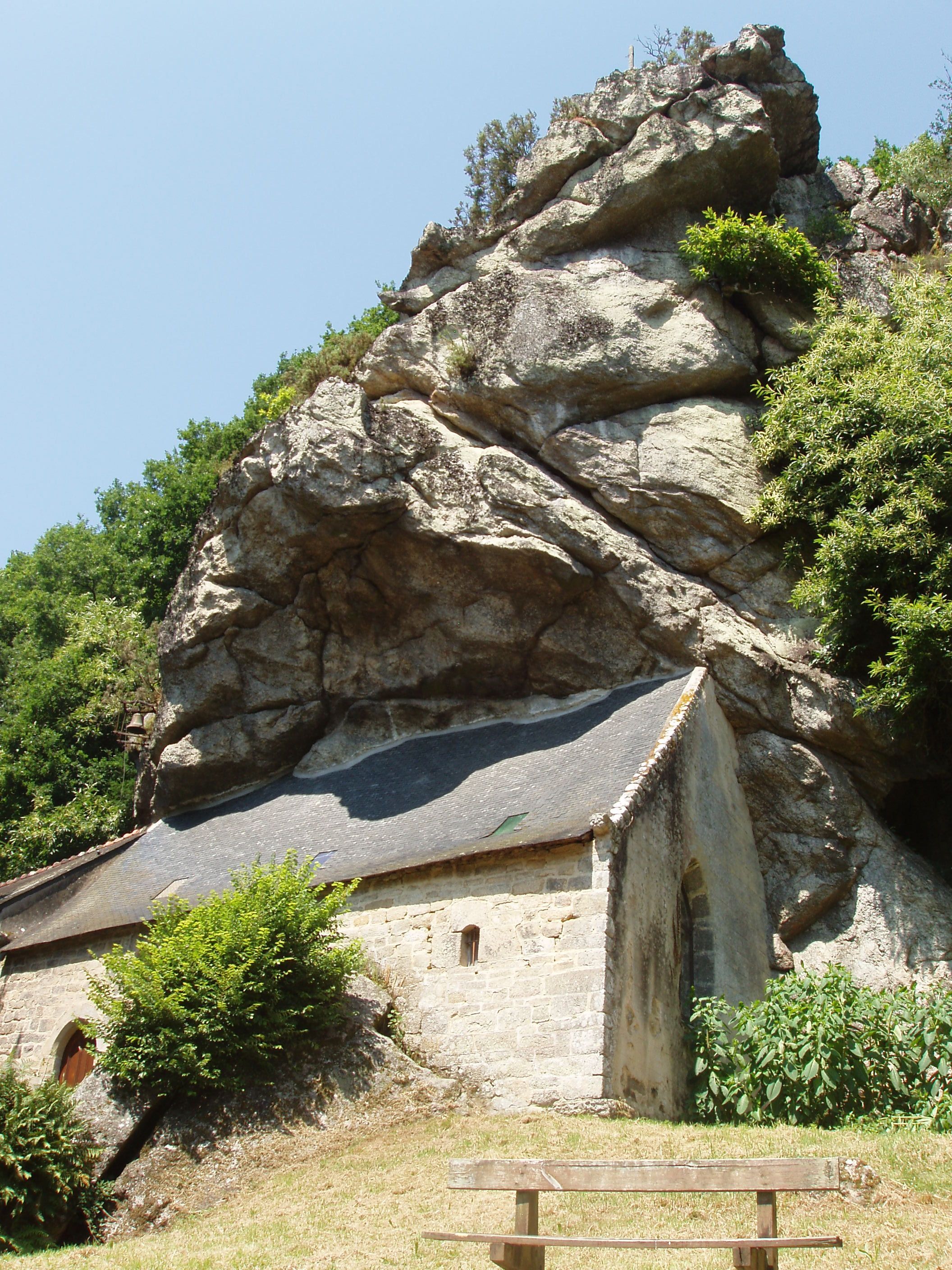
Chapelle Saint Gildas à Bieuzy.

## Histoire

### Une utilisation méconnue
Avec le son qu’elle émet, la pierre est naturellement et couramment surnommée « la Pierre de Fer ». On lui attribue plusieurs origines légendaires issues d'embellissements de la biographie hagiographique du saint.
- Certains pensent que cette pierre aurait servi à saint Gildas pour appeler les fidèles à la prière dans sa grotte transformée en ermitage.
- D’autres affirment qu’elle aurait servi de meule à saint Gildas: « il y introduisait le grain et la tournait à la main » et grâce aux « mérites du saint homme » la pierre avait le pouvoir de guérir les malades[4].

Quelle que soit son origine, la pierre a toujours été l’objet d’attentions particulières et a souvent eu une fonction notamment dans la vie religieuse.
 Ainsi, le Lundi de Pentecôte, seule journée de culte à la chapelle à l’occasion du jour du pardon de saint Gildas, on sortait la pierre de l’église, on la posait sur un socle extérieur et on sonnait les vêpres après le déjeuner. Au XIXe siècle, ce sont les mendiants qui utilisaient le son de la pierre pour détourner l’attention sur eux et espérer obtenir quelques moyens de subsister.
Aujourd’hui, le seul rituel encore attaché à la pierre est celui de faire un vœu. À travers elle, on peut s’adresser au saint et demander de l’aide. Mais ce rituel s’exécute avec des mouvements particuliers. Il faut frapper la pierre à coups répétés et en faisant des cercles sur le dessus, dans le sens des aiguilles d’une montre. Le nombre de tours dépend de la longueur du vœu.

## Une seconde pierre
Une seconde pierre sonnante existe sur la commune. Selon la légende, elle aurait également servi de cloche à saint Bieuzy : elle se trouvait alors avec celle de saint Gildas dans l’ermitage du Blavet où les deux saints auraient vécu. La pierre de saint Bieuzy est aujourd’hui installée dans l'église paroissiale de la commune. Contrairement à celle de saint Gildas, il n'y a pas de pratique reconnue autour de cette pierre. Cependant, elle est mise en scène de manière similaire, sur une colonne et un galet y est posé pour permettre de la frapper.
On[Qui ?] dit qu'elle se trouvait autrefois dans le cimetière de Bieuzy et aurait été vendue ou volée au XVIIe siècle par un seigneur des environs de Pontivy puis récupérée par le recteur de Bieuzy en 1702. Par la suite elle aurait été transportée à l’église dans laquelle elle se trouve actuellement.

## Tourisme
La pierre sonnante attire le tourisme culturel. Des personnes visitent la chapelle pour faire tinter la cloche dans l'espoir qu'elle exauce leurs vœux. Cette pierre, a, selon les croyances, une dimension magique, intemporelle et/ou traditionnelle. En effet, faire sonner la pierre est un geste que l’on[Qui ?] attribue à nos ancêtres lointains, issu d’une tradition ancrée dans le passé et sans cesse réactivée qui donne au visiteur contemporain l’impression[Interprétation personnelle ?] de toucher à l’intimité du territoire qui l’accueille[source insuffisante].